# Batarà pissarrós d'Acre
El batarà pissarrós d'Acre (Thamnophilus divisorius) és una espècie d'ocell de la família dels tamnofílids (Thamnophilidae).

## Hàbitat i distribució
Habita zones forestals del Brasil occidental i el Perú oriental.